# Dolga Gora
Dolga Gora (phát âm [ˈdoːu̯ɡa ˈɡɔːɾa]) là một khu định cư thuộc khu đô thị Šentjur, miền đông Slovenia. Tuyến đường sắt từ Ljubljana tới Maribor chạy ngang qua khu định cư này. Khu định cư, cũng như toàn bộ đô thị này, được bao gồm trong vùng thống kê Savinja, mà nó nằm trong phân vùng Slovenia của Công quốc lịch sử Styria.